# Egaña
Egaña és una localitat de l'Uruguai, ubicada al centre del departament de Soriano. Té una població aproximada de 900 habitants, segons les dades del cens de 2004.
Es troba a 101 metres sobre el nivell del mar.
| 1963 | 1975 | 1985 | 1996 | 2004    |
| ---- | ---- | ---- | ---- | ------- |
| 692  | 673  | 690  | 709  | {{{5}}} |